# Rolf Meier (Chemiker)

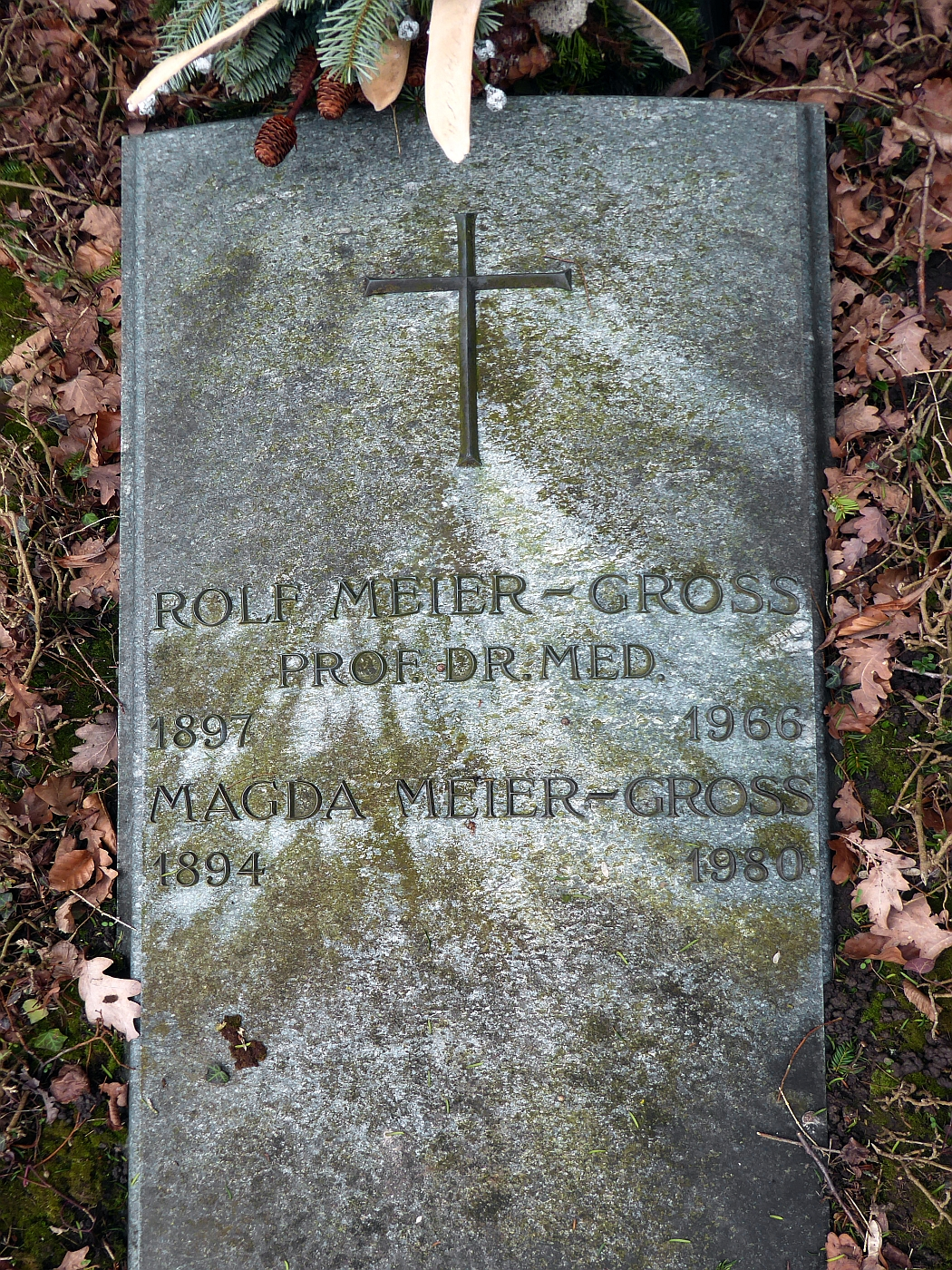
Grab auf dem Friedhof am Hörnli, Riehen, Basel-Stadt

Rolf Georg Meier (* 7. April 1897 in Freiburg/Elbe; † 5. November 1966 in Basel) war ein deutsch-schweizerischer Pharmakologe und Mediziner.

## Leben
Meier wurde als Sohn des Postverwalters Johann Heinrich Georg Meier und seiner Gattin Emilie, geborene Krüger, als jüngster von drei Brüdern geboren. Nach bestandener Reifeprüfung am Gymnasium in Cuxhaven 1915 studierte er in Göttingen für ein Jahr Mathematik. Vom Oktober 1916 bis zur Entlassung im Februar 1919 leistete er als Einjährig-Freiwilliger Militärdienst, zuerst als Musketier, dann als Sanitäter in einem Infanterieregiment. Er nahm an zahlreichen Gefechten in der Champagne und in Lothringen teil, blieb unverwundet und wurde als Sanitäts-Vize-Feldwebel mit dem Eisernen Kreuz II. Klasse und sehr gutem Führungszeugnis entlassen. Danach nahm er das Studium der Medizin und der Chemie auf. Während seiner späteren Arbeiten in Berlin in den 1920er Jahren lernte Meier seine spätere Frau, Magda Gross, kennen, die am Ungarischen Institut als Bibliothekarin arbeitete. Sie stammte aus Budapest und war ursprünglich jüdischen Glaubens. 1921 konvertierte sie zum christlichen Glauben und wurde in die reformierte Kirche aufgenommen. 1929 fand die Eheschließung in Berlin-Dahlem statt, 1931 wurde als einziges Kind die Tochter Christiane in Leipzig geboren.
1942 erhielt Rolf Meier, mittlerweile in Basel lebend, das Schweizer Bürgerrecht.

## Beruflicher Werdegang
Nach Ablegen der ärztlichen Staatsprüfung 1921/22 erhielt er die Approbation als Arzt. Als Volontärassistent am Pharmakologischen Institut Göttingen promovierte er dort bei Professor Heubner im April 1923. 1923/24 war er am Physiologischen Institut der Universität Kiel bei Otto Meyerhof tätig. Dann übernahm er von 1924 bis 1927 eine planmässige Assistentenstelle am Pharmakologischen Institut in Göttingen. Zur weiteren Ausbildung weilte er an der Medizinischen Universitätsklinik Leipzig bei Paul Morawitz und am Kaiser Wilhelm-Institut für Biologie in Berlin-Dahlem, wo er bei Albert Fischer an gewebezüchterischen Untersuchungen arbeitete. Am 1. Juli 1929 übernahm er die Leitung des wissenschaftlichen und klinischen Laboratoriums der Universitätsklinik Leipzig (Morawitz). Sein klinischer Schwerpunkt lag auf dem Gebiet der Stoffwechsel- und Nierenerkrankungen. 1931 wurde er klinischer Oberarzt und habilitierte sich für Innere Medizin. 
Im März 1935 wurde er auf Empfehlung von Wolfgang Heubner als Leiter des pharmakologisch-biologischen Instituts der Gesellschaft für Chemische Industrie in Basel (Ciba) nach Basel berufen.
1936 erfolgte die Umhabilitierung für das Fach pathologische Physiologie an der Universität Basel, 1943 wurde Rolf Meier zum außerordentlichen Professor ernannt. 1944 übernahm er als Nachfolger von Hans Staub für 2 Jahre interimistisch den Lehrstuhl für Pharmakologie an der Universität Basel, war aber zu einer definitiven Übernahme mit Rücksicht auf sein Institut in der Ciba nicht bereit, wie er auch Berufungsanfragen von auswärtigen Universitäten abschlägig beschied.

## Wissenschaftliche Arbeit
Seine Erfahrung in theoretischer und praktischer Medizin stellten die Voraussetzung zur Entwicklung einer Vielzahl von Medikamenten dar; Sulfonamide (Cibazol), gefässaktive Substanzen (Priscol, Privin, Regitin), Spasmolytika (Transentin, Antrenyl), Antihistaminika (Antistin), Steroidhormone, Stoffe mit Wirkung auf das Zentralnervensystem (Serpasil, Ritalin). Am Dies Academicus 1957 der Universität Basel wurde Rolf Meier von der Philosophisch-Naturwissenschaftlichen Fakultät zum Ehrendoktor ernannt, vor allem für seine Arbeiten, die Einblicke in die Abhängigkeit biologischer Wirkungen von chemischen Strukturfaktoren ermöglicht haben. 